# 洋中街道
洋中街道是位于中国福建省福州市台江区中部的一个街道。洋中街道面积0.88平方公里，东面到五一南路，西面以洋中路为界与义洲街道相邻，南面到学军路、达道河毗邻后洲街道，北面在八一七路国货路口（原洋头口立交桥）与茶亭街道相接。
洋中街道原为是台江区区政府所在地，现区政府已迁往后洲街道。
洋中街道位于台江区中部高地，吉祥山、保福山、金斗山（市工人文化宫）、太平山等丘陵起伏。明清时横街（1950年改称为八一七中路）为城内通往南台必经之路，多锡锖行。洋中路和下道街（今达道路）也是店铺集中之地。清末，美国基督教公理会在此创建铺前顶救主堂和保福山文山女中（今福州八中吉祥山校区）。

## 行政区划
洋中街道现辖4个社区：
铺前社区、达道社区、金斗社区和玉树社区。